# Jesper Kleynen
Jesper Kleynen (Abcoude, 9 december 1993) is een Nederlandse YouTuber, online persoonlijkheid, popartiest, rapper, voice-over en radiopresentator. Kleynen werd bekend in 2015 door zijn virale parodie Praat Amsterdams met me een parodie op het nummer Parijs van Kenny B op zijn YouTube-kanaal Ponkers. Anno 2020 brengt Kleynen muziek uit onder zijn alias Jeppe en heeft hij samen met Bas van Teylingen een radioshow op Wild FM. Kleynen is bekend van de YouTube-kanalen Ponkers, Tien (2015-2018), Spreekbeurt (2017-2018) en zijn eigen YouTube-kanaal Jeppe, waar hij zijn muziek uploadt.

## Biografie

### 2008-2013: Yes, Weekend! op Rosa FM
Als 12-jarige jongen maakte Kleynen vanuit zijn woonkamer al radio en zond dit als Blue I Radio online uit voor zijn klasgenootjes. In 2008 werd zijn radiodroom werkelijkheid en begon hij met een maatschappelijke stage bij RosaFM (de lokale omroep van Abcoude) als sidekick van Elly van Amstel in het programma 'De Platenkast'. Toen dit ten einde liep, mocht Kleynen in 2010 met Rick de Jong en Mitchell Dobbelaar een jongerenprogramma 'Yes, Weekend!' maken op de zaterdagavond. In 2013 stopte dit programma door een fusie met het radiostation van met De Ronde Venen.

### 2012-2015: De Razende Reporters
Kleynen richtte in 2012 samen met Mitchell Dobbelaar en Rick de Jong het YouTube-kanaal 'De Razende Reporters' op. Dit YouTube-kanaal vloeide voort uit de radioshow 'Yes, Weekend!' die Kleynen, Dobbelaar en de Jong destijds maakten bij de lokale omroep van Abcoude.

### 2013-2015: Voice Over bij Inside Gamer
Tussen 2013 en 2015 was Kleynen drie seizoenen lang de voice-over van het televisieprogramma Inside Gamer, dat op Veronica werd gepresenteerd door Tess Milne en Simon Zijlemans.

### 2014-2018: TIEN en Striktgeheim
Van 2014 tot 2018 deed Kleynen de voice-overs op de YouTube-kanalen TIEN en Striktgeheim. Dit waren naar het Nederlands vertaalde YouTube-kanalen van 'All Time 10s' en 'All Time Conspiracies' (nu Uncovered). Dit waren twee kanalen met toplijsten en complottheorieën.

### 2015-2017: Ponkers Extra en Spreekbeurt
In 2015 verscheen Kleynen steeds vaker bij het YouTube-kanaal Ponkers. Door de hoeveelheid content ontstond het kanaal Ponkers Extra. Hier verscheen vanaf 6 april 2015 elke dag een video. Later werd dit kanaal hernoemd naar Spreekbeurt, een bestaand Ponkers Extra format van Kleynen en Marthijn van Steinvoort waarin zij door middel van vraagstukken gezamenlijk online spreekbeurten gaven.

### 2015-heden: Ponkers
Ponkers is een op jongeren gericht YouTube-kanaal met in 2020 meer dan 500.000 abonnees. 
In 2015 kwam Kleynen bij het YouTube-kanaal Ponkers nadat hij hier een aantal parodieën voor schreef. Hij werd bekend in 2015 door zijn eerste virale parodie Praat Amsterdams met me. Hierna volgde vele andere virale parodieën zoals Sorry, 4x Duurder, Stressed Out en Pen Pineapple Pen. Samen met Martijn van Steinvoorn en Noah Zeeuw maakte Kleynen onder het pseudoniem Herrie Hardstyles carnavalsmuziek. Andere bekende video’s op het kanaal zijn 24 Uur overleven zonder geld, de YouTube Disstracks en Praat niet in de microfoon en win. De eigenaar van Ponkers was het mediabedrijf MediaLane uit Amsterdam, maar sinds september 2018 is het kanaal eigendom van Kleynen en Zeeuw. Bij de overname zijn Kleynen en Zeeuw samen doorgegaan. Na een vierdelige documentaire over de waarheid achter Ponkers kwamen series als Fritour, Fake Taxi en 24 Uur Overleven: in een auto/als kinderoppas/op vakantie.

### 2018-heden: Muziek
Kleynen heeft zijn persoonlijke muziekcarrière in 2018 een officieel startschot gegeven. Dit deed hij eind 2018 onder de naam Jeppe met het nummer Stap 1. Hierin vertelt hij over zijn gemoedstoestand en hoe hij de toekomst ziet. Na deze track volgde in 2019 de tracks Bliksem en Lik ‘t. In 2020 maakt Jeppe via zijn Instagram bekend zijn volledige focus te leggen op het schrijven en produceren van nieuwe eigen muziek. Zijn eerste zelfgeproduceerde track kwam daarom uit in maart met de naam Morgen heb ik spijt.

### 2019-heden: De Domibo Show op Wild FM
In 2019 begon hij samen met Bas van Teylingen bij Wild FM met het programma 'Bas en Jesper, De Domibo Show'. Dit is elke donderdagavond van 18:00 - 20:00 uur te beluisteren op Wild FM.

## Filmografie
| Film | Film        | Film               | Film        |
| Jaar | Productie   | Rol                | Opmerkingen |
| ---- | ----------- | ------------------ | ----------- |
| 2019 | Project Gio | Jesper van Ponkers | Gastrol     |